# Pioneer P-1

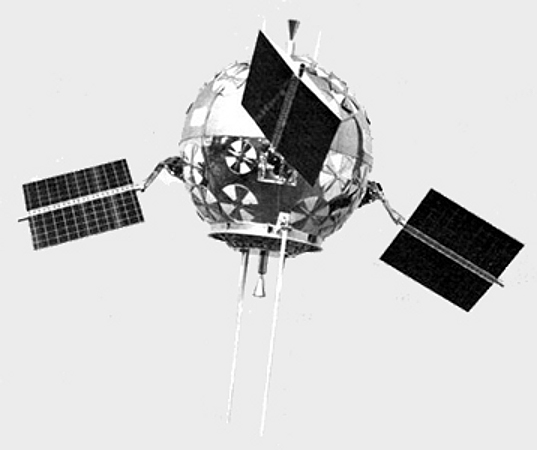
O Pioneer P-1.

A Pioneer P-1 foi uma sonda espacial, em formato de esfera com um metro de diâmetro, estabilizada por rotação, de origem Norte americana.
Essa sonda, era equipada com um módulo de propulsão. Foi lançada em 24 de Setembro de 1959, a partir do 
Centro de lançamento de Cabo Canaveral, usando como lançador o foguete Atlas-Able.
A missão Pioneer P-1, na realidade, não aconteceu, pois o primeiro estágio do veículo lançador explodiu na 
plataforma de lançamento durante um teste estático. O segundo estágio e a carga útil não fizeram parte do teste e ficaram à salvo. 